# Sorin-Ioan Bumb
Sorin-Ioan Bumb (n. 18 iulie 1966

, Aiud, România) este un deputat român, ales în 2016. 